# Eburia submutata
Eburia submutata es una especie de escarabajo longicornio del género Eburia, tribu Eburiini, familia Cerambycidae. Fue descrita científicamente por Chemsak & Linsley en 1973.
Se distribuye por Honduras y México.

## Descripción
La especie mide 19-33 milímetros de longitud. El período de vuelo ocurre en los meses de julio, agosto, septiembre, octubre y noviembre.